# جورج هنري هارلو
جورج هنري هارلو (بالإنجليزية: George Henry Harlow)‏ رسام إنجليزي (ولد يوم 10 يونيو من العام 1787 في شارع سانت جيمس لندن).